# Lecania fuscelloides
Lecania fuscelloides är en lavart som beskrevs av B. D. Ryan & van den Boom. Lecania fuscelloides ingår i släktet Lecania och familjen Ramalinaceae.   Inga underarter finns listade i Catalogue of Life.